# Senátorský klub ODS a TOP 09
Senátorský klub ODS a TOP 09 (původně Senátorský klub Občanské demokratické strany) vznikl po volbách 2020, kdy senátoři za TOP 09 přestoupili do klubu ODS. Je tvořen 36 senátory. V jeho čele stojí předseda klubu a dva místopředsedové, kteří jsou klubem voleni jednou ročně.
Od voleb do Senátu v říjnu 2020 se jedná o nejsilnější frakci v Senátu.

## Vedení klubu
- předseda – Zdeněk Nytra (ODS)
  - 1. místopředseda – Jan Grulich (TOP 09)
  - 2. místopředseda – Martin Červíček (ODS)

## Členové klubu ve vedení Senátu
- předseda Senátu – Miloš Vystrčil (od 2. listopadu 2022)
- místopředseda Senátu – Jiří Oberfalzer (od 2. listopadu 2022)
- místopředseda Senátu - Tomáš Czernin (od 2. listopadu 2022)

## Složení klubu

### Podle navrhujících stran
| Strana | Strana                       | Ideologie                | Senátoři |
| ------ | ---------------------------- | ------------------------ | -------- |
|        | Občanská demokratická strana | Liberální konzervatismus | 18       |
|        | TOP 09                       | Liberální konzervatismus | 7        |
|        | Svobodní                     | Libertarianismus         | 1        |
|        | ProMOST                      | Regionalismus            | 1        |
|        | Tábor 2020                   | Regionalismus            | 1        |
|        | SEN 21                       | Liberalismus             | 1        |
|        | nezávislý                    |                          | 1        |

### Seznam senátorů
Složení senátorského klubu v 15. volebním období Senátu k srpnu 2025:
| Volební obvod            | Jméno senátora         | Politická příslušnost | Nominující strana  | Volební strana                                  | Zvolen v roce |
| ------------------------ | ---------------------- | --------------------- | ------------------ | ----------------------------------------------- | ------------- |
| 4 – Most                 | Jan Paparega           | ProMOST               | ProMOST            | ProMOST                                         | 2022          |
| 9 – Plzeň-město          | Lumír Aschenbrenner    | ODS                   | ODS                | ODS+TOP 09+KDU-ČSL+ADS+Monarchiste.cz           | 2020          |
| 10 – Český Krumlov       | Tomáš Jirsa            | ODS                   | ODS                | ODS                                             | 2022          |
| 12 – Strakonice          | Tomáš Fiala            | BEZPP                 | ODS                | ODS                                             | 2020          |
| 13 – Tábor               | Marek Slabý            | BEZPP                 | T2020              | KDU-ČSL+ODS+T2020+TOP 09                        | 2022          |
| 14 – České Budějovice    | Zbyněk Sýkora          | ODS                   | ODS                | ODS                                             | 2024          |
| 15 – Pelhřimov           | Jaroslav Chalupský     | BEZPP                 | Svobodní           | Svobodní                                        | 2020          |
| 16 – Beroun              | Jiří Oberfalzer        | ODS                   | ODS                | KDU-ČSL+ODS+TOP 09                              | 2022          |
| 17 – Praha 12            | Pavel Fischer          | BEZPP                 | TOP 09             | TOP 09+ODS+KDU-ČSL+STAN                         | 2024          |
| 19 – Praha 11            | Hana Kordová Marvanová | BEZPP                 | ODS                | KDU-ČSL+ODS+TOP 09                              | 2022          |
| 22 – Praha 10            | Jan Pirk               | BEZPP                 | TOP 09             | KDU-ČSL+ODS+TOP 09                              | 2022          |
| 23 – Praha 8             | Vladimíra Ludková      | ODS                   | ODS                | KDU-ČSL+ODS+Patrioti ČR                         | 2024          |
| 25 – Praha 6             | Jiří Růžička           | BEZPP                 | TOP 09             | KDU-ČSL+ODS+STAN+TOP 09                         | 2022          |
| 27 – Praha 1             | Miroslava Němcová      | ODS                   | ODS                | ODS+STAN+TOP 09                                 | 2020          |
| 28 – Mělník              | Jarmila Smotlachová    | ODS                   | ODS                | ODS                                             | 2022          |
| 37 – Jičín               | Tomáš Czernin          | TOP 09                | TOP 09             | KDU-ČSL++ODS+TOP 09                             | 2022          |
| 41 – Benešov             | Zdeněk Hraba           | BEZPP                 | ODS                | KONS+ODS+Monarchiste.cz+Svobodní                | 2024          |
| 44 – Chrudim             | Jan Tecl               | ODS                   | ODS                | KDU-ČSL+STAN+TOP 09+STO                         | 2024          |
| 47 – Náchod              | Martin Červíček        | ODS                   | ODS                | ODS                                             | 2024          |
| 48 – Rychnov nad Kněžnou | Jan Grulich            | TOP 09                | TOP 09             | TOP 09+LES                                      | 2020          |
| 52 – Jihlava             | Miloš Vystrčil         | ODS                   | ODS                | KDU-ČSL+ODS+TOP 09                              | 2022          |
| 54 – Znojmo              | Tomáš Třetina          | TOP 09                | TOP 09             | ODS+STAN+TOP 09                                 | 2020          |
| 55 – Brno-město          | Tomáš Töpfer           | BEZPP                 | ODS                | KDU-ČSL+TOP 09+ODS                              | 2022          |
| 58 – Brno-město          | Jiří Dušek             | BEZPP                 | ODS                | SOCDEM+ODS+Vas+Fakt Brno                        | 2022          |
| 59 – Brno-město          | Břetislav Rychlík      | BEZPP                 | TOP 09             | Zelení+ODS+Piráti+TOP 09                        | 2024          |
| 60 – Brno-město          | Zdeněk Papoušek        | BEZPP                 | ODS                | KDU-ČSL+Zelení+ODS+STAN+Piráti+TOP 09+Fakt Brno | 2025          |
| 65 – Šumperk             | Stanislav Balík        | BEZPP                 | nezávislý kandidát | nezávislý kandidát                              | 2024          |
| 70 – Ostrava-město       | Zdeněk Nytra           | ODS                   | ODS                | KDU-ČSL+ODS+TOP 09                              | 2022          |
| 72 – Ostrava-město       | Ondřej Šimetka         | BEZPP                 | ODS                | ODS                                             | 2020          |
| 78 – Zlín                | Tomáš Goláň            | BEZPP                 | SEN 21             | SEN 21                                          | 2020          |